# 연의 황후
《연의 황후》(江山美人: An Empress And The Warriors)는 홍콩, 중국에서 제작된 정소동 감독의 2008년 액션, 드라마, 멜로/로맨스, 전쟁 영화이다. 진혜림 등이 주연으로 출연하였다.

## 줄거리
이 영화의 배경은 고대 중국으로, 오호 십육국 시대 기간으로 추정된다. 당시 중국은 수많은 왕국으로 분열되어 있었다.

## 출연
- 진혜림
- 여명
- 견자단
- 곽소동